# The Sims 2 (Game Boy Advance)
The Sims 2 — однопользовательская видеоигра в жанре симулятора жизни для портативной приставки Game Boy Advance, которая была разработана студией Maxis и выпущена компанией Electronic Arts. В США игра вышла 24 октября 2005 года. Разработка игры началась после успеха The Sims 2 для персональных компьютеров. Несмотря на одинаковые название, версия для GBA значительно отличается от своего «прообраза», представляя собой игру с линейным прохождением в виде реалити-шоу и двухмерной изометрической графикой.
Это третья и последняя игра в трилогии The Sims от Griptonite Games наряду с портативными Bustin’ Out и The Urbz, чьи сюжеты объединены одной вселенной.
Критики дали сдержанную оценку игре, заметив её слишком лёгкое прохождение, обилие подсказок и одновременно постоянные проблемы, связанные с необходимостью удовлетворять базовые потребности персонажа.

## Сюжет и игровой процесс
Управляемый игроком персонаж попадает в город под названием Стренджтаун. Городок населён разными симами, которые не подозревают, что являются частью грандиозного реалити-шоу под названием «Однажды в странном городке» и все их действия снимаются на камеру. Организатором шоу выступает миллиардер папочка Бигбэкс, перебравшийся из мегаполиса после поражения в The Urbz. По задумке управляемый персонаж должен выступать главным героем даного шоу. Всего шоу состоит из 22-х серий, в каждой из которых предлагается определённый сценарий.
| Номер серии | Название                       | Описание |
| ----------- | ------------------------------ | --- |
| 0           | It All Began                   | Начало нового сезона. Марилент Саммерс показывает новую звезду на съёмочной площадке. |
| 1           | Buried By the Mob              | Герой сталкивается с влиятельным гангстером Френки Фузилли |
| 2           | <Episode deleted>              | <Эпизод удален> |
| 3           | What Digs Beneath              | Что-то подозрительное скрывается под засушливыми песками Странджтауна. Это друг или враг? |
| 4           | Giuseppi Was Framed            | Джузеппи находится в тюрьме по обвинению в серьёзном преступлении, которое, как он утверждает, не совершал. Герой должен найти истинных виновных.                                                                        |
| 5           | The Doomed Earth               | В сторону города летит астероид к радости злого императора инопланетян — Ксиззла. Герой должен остановить катастрофу. |
| 6           | Blackout!                      | В городе внезапно перестаёт работать АЭС, есть подозрения в саботаже, герой должен найти виновных. |
| 7           | Aliens Arrived                 | Император Кзиззл начал полномасштабное вторжение в город, герой должен найти его спрятанную армию. |
| 8           | The New Cola                   | Новая вкусная кола с секретной формулой неожиданно оказывает влияние на главного героя. |
| 9           | Cult of Personalities          | Тайное сообщество хочет пригласить главного героя в свои ряды. Необходимо следовать их инструкциям, чтобы попасть в эту группу.                                                                                          |
| 10          | A Brand New Scent              | Новые духи Kayliegh Wintercrest оказывает сильное влияние на мужчин-одиночек в Стрэнджтауне. |
| 11          | Rage of the Sasquatch          | Кент Хакетт в одиночку пытается закрыть Странджтаунский зоопарк. Герой должен следить за тем, чтобы зоопарк оставался на плаву.                                                                                          |
| 12          | Looking For Chaz Dastard       | Научно-фантастическая конвенция вызывает внезапный исход, когда главный герой ищет мести за резкие слова Кента Хакетта.                                                                                                  |
| 13          | Triassic Trouble               | Персонаж по имени Джексон потерял динозавра, как он утверждает, или скорее всего его кости. Герой должен отыскать их. |
| 14          | More Birds                     | Армия пингвинов нападает на город. |
| 15          | TThere Was This Mummy          | В городе начинают исчезать вещи, герой должен разгадать загадку. |
| 16          | Shark Jumping                  | Игрок берет на себя роль Дасти Хогга в своем стремлении совершить большой прыжок в воду. |
| 17          | The Captain’s Curse            | Давно забытый предок Пеппера Пита навещает его, рассказывая о захороненном сокровище. |
| 18          | The Earth Was Hollow           | Соляные копи раскрывают вход под землю. |
| 19          | Misty-Eyed Party               | Герой помогает Мисти решить её проблемы с электронными письмами. |
| 20          | Save Strangetown!              | Папа Бигбакс (продюсер реалити шоу) планирует провернуть опасный сценарий … но секрет Странджтауна не останется таковым надолго.                                                                                         |
| 21          | A Very Special Reunion         | Через пять лет после финального эпизода пришло время заработать на культовом статусе Странджтауна. Игрок должен помочь Кенту Хэккетту найти самых любимых звезд и самых худших злодеев в одном из последних приключений. |
| 22          | It All Came to an End          | В стремлении повысить рейтинги, сценаристы решают устроить трагедию в Стренджтауне, устроив клиффхэнгер. |
| 23          | We Never Finished This Episode | «Потерянный» эпизод |

Изображения игрового процесса

Игра начинается с редактора создания персонажа, где игрок может выбрать имя, пол, цвет кожи одежду и причёску симу. Далее управляемый сим попадает в новый участок, в котором он отныне будет жить. Игра представляет собой приключенческое линейное прохождение — экшен с некоторыми атрибутами оригинальной The Sims 2. Персонаж передвигается по городку, чтобы решать задачи, проблемы и помогать местным жителям. Выбирая для себя жизненную цель, связанную с богатством, популярностью или со знаниями, это оказывает на дальнейшие желания и знания управляемого сима. По мере прохождения заданий, управляемый сим зарабатывает денежные средства, ищет нужные для себя вещи. Также сим может дополнительно заработать, снимаясь в разных рекламных роликах (которые представляют собой мини-игры). При всём этом, игроку нельзя забывать о базовых потребностях персонажа во сне, еде, туалете, гигиене и сне.
После завершения сюжетной линии каждого эпизода в реалити-шоу, ваши действия будут оценены критиками на основании того, на сколько хорошо вы выполнили основную сюжетную линию, сколько секретных пасхалок раскрыли. Большое количество баллов повышает рейтинг шоу и позволяет разблокировать новые предметы или взаимодействия с остальными персонажами.

## Создание и выход
The Sims 2 для GBA наряду с другими версиями для консолей и портативных устройств создавалась на волне успеха оригинальной игры The Sims 2 для персональных компьютеров. Несмотря на общее название, The Sims 2 для GBA не имеет практически ничего общего с оригинальной игрой и был разработан для игры на небольшом портативном устройстве. Разработкой игры занималась студия Griptonite Games. Продюсером выступил Джей Си Коннорс, сценаристом — Дарби Макдевитт, за дизайн уровней отвечал Дэн Маколифф. Синджин Бейн, исполнительный продюсер заметил, что многие фанаты давно мечтали о переносе The Sims 2 на портативные устройства. По изначальной задумке The Sims для GBA должна была иметь идентичный игровой процесс, как у The Sims для персональных компьютеров, однако из-за ограниченных характеристик было решено привязать игру, как и её предшественниц — Bustin’ Out и The Urbz для GBA к сюжетной линии. The Sims 2 для GBA в отличие от одноимённой игры для персональных компьютеров не является симулятором жизни с открытым исходным кодом а игрой с линейным прохождением, согласно которому управляемый сим попадает в реалити-шоу, где ему необходимо поддерживать рейтинги. В игре присутствует элементы странного и чёрного юмора, предложенного командой Griptonite, работавшей над Bustin' Out, разработчики заметили, что такому явному жанровому отходу от основной серии они обязаны большой творческой свободой, предоставленной командой Maxis. Продюсер Коннорс заметил, что в какой то момент EA Games и вовсе перестала следить за ходом разработки и создатели решили полностью отойти от канона, предложенного в The Sims 2 для ПК,. Если в двух предыдущих портах для GBA  — Bustin’ Out и The Urbz создатели стремились в какой то объединять вселенные с одноимёнными играми для игровых приставок, то в The Sims 2 для GBA они решили сосредоточиться на создании оригинальных персонажей и историй. Коннорс признался, что отсутствие контроля развязало руки сценаристам на создание самых странных сюжетных поворотов и странного юмора, который прослеживался ещё начиная с игры Bustin’ Out и становился всё более явным вместе с выпуском следующих игр.
Игра имеет аналогичный игровой движок с The Sims Bustin’ Out и The Urbz: Sims in the City для GBA и фактически её сюжет происходит в той же вселенной, что и в The Urbz, в частности в сюжете присутствует персонаж папочка Бигбэкс, спонсор реалити-шоу, который в предыдущей игре играл роль злого магната. Помимо этого, из-за графических ограничений, разработчики сделали особый акцент на создании разных мини-игр.
Изначально в игре должно было быть больше общественных пространств, например крупный зоопарк, доступ к которому можно получить с помощью читов или взлома. Помимо этого изначально разработчики хотели разделить сюжет на 23 эпизода, в результате их количество было сокращено до 12, в игре доступны ряд анимаций, которые должны были войти в отменённые серии.
Созданием музыкального сопровождения к The Sims 2 для GBA занимались совместно композитор Ян Стокер из Ian Stocker Sound Design из Кайл Джонсон из Moontech Studios, которые сотрудничали через интернет при написании мелодий к GBA и Nintendo DS (см. подробнее в разделе «музыка» The Sims 2 для DS)
Впервые о предстоящем выходе игры стало известно 5 мая 2005 года, тогда же было объявлено, что свои версии The Sims 2 также выйдут на DS, PSP, Xbox, GameCube, PS2 и мобильных телефонах. 5 октября стало известно, что игра вышла в печать. Выход игры состоялся 24 октября 2005 года в США и 4 ноября в Европе. Она получила рейтинг E10+ (для детей старше 10 лет). Всего было продано 390,000 копий игры, 280,000 из которых пришлись на США, 100,000 на Европу и 10,000 на остальные страны.

## Восприятие
| Сводный рейтинг       | Сводный рейтинг |
| Агрегатор             | Оценка          |
| --------------------- | --------------- |
| GameRankings          | 57,91 %         |
| Metacritic            | 58/100          |
| Иноязычные издания    |                 |
| Издание               | Оценка          |
| Nintendo Power        | 75 %            |
| Nintendo World Report | 5/10            |
| WorthPlaying          | 4,2/10          |

Игра для Game Boy Advance была слабо воспринята критиками, и, по версии сайта Metacritic, получила оценку 58 из 100.
Представитель Nintendo Power назвал игру в общем увлекательной, но далеко не тем, чего пожалуй ожидает игрок, знакомый с оригинальными играми серии The Sims. Похожее заметил и рецензент сайта BonusStage, заметив, что данная игра разительно отличается от одноимённых игр для компьютеров и игровых приставок. Это может стать причиной сильного разочарования для многих игроков. Тем не менее если факт отсутствия виртуальной песочницы не мешает игроку, он может погрузится в увлекательный геймплей игры на много часов. Критик еToychest заметил, что игра для GBA в любом случае не смогла бы быть создана, как полноценный симулятор, история по мнению критика получилась довольно увлекательной, хотя он и признался, что линейность игры может стать причиной недовольства игроков. Помимо этого критик заметил, что люди, ранее знакомые с версией Bustin Out для GBA найдут для себя знакомые элементы в игре. Критик GamerFeed заметил, что The Sims 2 для GBA похожа скорее на посредственный платформер, нежели на симуляцию.
Критик сайта Armchairempire отметил, что несмотря на то, что управляемый персонаж постоянно ввязывается в невероятные истории, в игре присутствует слишком много подсказок, что делает игру лёгкой и, впоследствии, скучной. К тому же, потребности персонажа слишком быстро падают и, фактически, на них тратится большая часть времени игры. Похожею проблему заметил и критик eToychest, назвав необходимость снова и снова удовлетворять потребности персонажа в еде и гигиене самой худшей частью игры, которая быстро надоедает.
Представитель сайта Worth Playing раскритиковал игру, назвав её халтурной, сюжет слишком линейным, а графику — плохой. А мини-игры, присутствующие в игре, быстро надоедают. Критик уверен, что цена игры при её выпуске (30$) была неоправданно высокой. Похожее мнение оставил и представитель Game Chronicles, назвав игру слишком линейной, с ужасной графикой, плохим звуком, но всё же игра может понравиться игрокам, знакомым с предыдущими DS-версиями игр The Sims.